# Ferland Mendy
Ferland Sinna Mendy (sinh ngày 8 tháng 6 năm 1995) là một cầu thủ bóng đá chuyên nghiệp người Pháp hiện đang thi đấu ở vị trí hậu vệ trái cho câu lạc bộ Real Madrid tại La Liga và Đội tuyển bóng đá quốc gia Pháp.

## Thân thế
Sinh ra ở Meulan-en-Yvelines, Pháp, Mendy là người gốc Sénégal và Guiné-Bissau. Ở tuổi 15, anh phải ngồi xe lăn và anh có thể không bao giờ chơi bóng nữa.
Anh là em họ của thủ môn Édouard Mendy, người hiện đang chơi cho Al Ahli ở Giải vô địch quốc gia Ả Rập Xê Út và Đội tuyển bóng đá quốc gia Sénégal.
Anh theo đạo Hồi và thường xuyên nhịn ăn trong tháng Ramadan và giống như đồng đội cũ Karim Benzema, anh tránh xăm hình trên cơ thể vì nó đi ngược lại đức tin Hồi giáo của anh.

## Sự nghiệp câu lạc bộ

### Le Havre
Ferland Mendy bắt đầu chơi bóng tại Học viện Paris Saint-Germain. Vào năm 2012, anh gia nhập câu lạc bộ bóng đá Mantois ở Mantes-la-Jolie trong một năm. Năm 2013, anh đã gia nhập đội trẻ của Le Havre AC và họ đã tiếp nhận anh. Anh đã chơi 20 trận cho đội trẻ của câu lạc bộ này ở giải hạng năm CFA 2 trong mùa giải 2013–14 và cuối cùng có trận ra mắt cho đội một vào tháng 4 năm 2015, vào ngày thi đấu thứ 33 của mùa giải Ligue 2 2014-15. Mendy đã có 35 lần ra sân cho Le Havre vào mùa giải 2016-17 tại Ligue 2.

### Lyon
Mendy ký hợp đồng với câu lạc bộ Lyon tại Ligue 1 vào ngày 29 tháng 6 năm 2017 theo hợp đồng có thời hạn 5 năm. Phí chuyển nhượng trả cho Le Havre được công bố là 5 triệu Euro cộng với 1 triệu Euro tiền thưởng tùy vào thành tích. Vào ngày 19 tháng 9 năm 2018, anh ra mắt tại Champions League trong chiến thắng 2-1 trên sân khách trước Manchester City trong mùa giải 2018–19.

### Real Madrid
Vào ngày 12 tháng 6 năm 2019, Mendy đã ký hợp đồng với Real Madrid, thời hạn hợp đồng 6 năm. Anh ra mắt vào ngày 1 tháng 9 năm 2019 tại trận hòa 2–2 trước Villarreal. Anh ghi bàn thắng đầu tiên cho Real Madrid vào ngày 13 tháng 7 năm 2020, trong chiến thắng 2-1 trước Granada. Trong mùa giải đầu tiên của anh với Real Madrid, anh ra sân 25 lần và giúp Real Madrid vô địch La Liga 2019–20.
Vào ngày 24 tháng 2 năm 2021, anh ghi bàn thắng đầu tiên tại Champions League trong chiến thắng 1–0 trên sân khách trước Atalanta ở vòng 16 đội mùa giải 2020–21. Trong trận bán kết lượt về Champions League 2021–22, anh thực hiện pha phá bóng để ngăn Jack Grealish của Manchester City ghi bàn ở phút 87 và giữ tỷ số 0–1. Tuy nhiên, Real Madrid đã lật ngược thế cờ bằng những bàn thắng muộn và hiệp phụ để giành chiến thắng 3–1 (tổng cộng 6–5) và lọt vào trận chung kết.

## Sự nghiệp quốc tế
Tháng 11 năm 2018, Mendy lần đầu tiên được triệu tập vào đội tuyển quốc gia Pháp cho các trận đấu với Hà Lan và Uruguay sau khi Benjamin Mendy rút lui vì chấn thương. Anh ra mắt và thi đấu trọn vẹn 90 phút trong trận thắng Uruguay trên sân nhà 1-0.
Vào ngày 16 tháng 5 năm 2024, Mendy được chọn vào đội tuyển Pháp tham dự UEFA Euro 2024.

## Thống kê sự nghiệp

### Câu lạc bộ
Tính đến 25 tháng 5 năm 2024
| Câu lạc bộ          | Mùa giải            | Giải vô địch        | Giải vô địch | Giải vô địch | Cúp quốc gia | Cúp quốc gia | Cúp Liên đoàn | Cúp Liên đoàn | Châu lục | Châu lục | Khác | Khác | Tổng cộng | Tổng cộng |
| Câu lạc bộ          | Mùa giải            | Hạng đấu            | Trận         | Bàn          | Trận         | Bàn          | Trận          | Bàn           | Trận     | Bàn      | Trận | Bàn  | Số trận   | Số bàn    |
| ------------------- | ------------------- | ------------------- | ------------ | ------------ | ------------ | ------------ | ------------- | ------------- | -------- | -------- | ---- | ---- | --------- | --------- |
| Le Havre B          | 2013–14             | CFA 2               | 20           | 0            | —            | —            | —             | —             | —        | —        | —    | —    | 20        | 0         |
| Le Havre B          | 2014–15             | CFA 2               | 23           | 0            | —            | —            | —             | —             | —        | —        | —    | —    | 23        | 0         |
| Le Havre B          | 2015–16             | CFA 2               | 13           | 1            | —            | —            | —             | —             | —        | —        | —    | —    | 13        | 1         |
| Le Havre B          | Tổng cộng           | Tổng cộng           | 56           | 1            | —            | —            | —             | —             | —        | —        | —    | —    | 56        | 1         |
| Le Havre            | 2014–15             | Ligue 2             | 1            | 0            | 0            | 0            | 0             | 0             | —        | —        | —    | —    | 1         | 0         |
| Le Havre            | 2015–16             | Ligue 2             | 11           | 0            | 1            | 0            | 0             | 0             | —        | —        | —    | —    | 12        | 0         |
| Le Havre            | 2016–17             | Ligue 2             | 35           | 2            | 1            | 0            | 2             | 0             | —        | —        | —    | —    | 38        | 2         |
| Le Havre            | Tổng cộng           | Tổng cộng           | 47           | 2            | 2            | 0            | 2             | 0             | —        | —        | —    | —    | 51        | 2         |
| Lyon                | 2017–18             | Ligue 1             | 27           | 0            | 0            | 0            | 1             | 0             | 7        | 0        | —    | —    | 35        | 0         |
| Lyon                | 2018–19             | Ligue 1             | 30           | 2            | 4            | 1            | 2             | 0             | 8        | 0        | —    | —    | 44        | 3         |
| Lyon                | Tổng cộng           | Tổng cộng           | 57           | 2            | 4            | 1            | 3             | 0             | 15       | 0        |      |      | 79        | 3         |
| Real Madrid         | 2019–20             | La Liga             | 25           | 1            | 0            | 0            | —             | —             | 5        | 0        | 2    | 0    | 32        | 1         |
| Real Madrid         | 2020–21             | La Liga             | 26           | 1            | 0            | 0            | —             | —             | 11       | 1        | 1    | 0    | 38        | 2         |
| Real Madrid         | 2021–22             | La Liga             | 22           | 2            | 1            | 0            | —             | —             | 10       | 0        | 2    | 0    | 35        | 2         |
| Real Madrid         | 2022–23             | La Liga             | 18           | 0            | 2            | 0            | —             | —             | 5        | 0        | 3    | 0    | 28        | 0         |
| Real Madrid         | 2023–24             | La Liga             | 23           | 0            | 1            | 0            | —             | —             | 11       | 0        | 2    | 1    | 37        | 1         |
| Real Madrid         | Tổng cộng           | Tổng cộng           | 114          | 4            | 4            | 0            | —             | —             | 42       | 1        | 9    | 1    | 170       | 6         |
| Tổng cộng sự nghiệp | Tổng cộng sự nghiệp | Tổng cộng sự nghiệp | 274          | 9            | 10           | 1            | 5             | 0             | 57       | 1        | 9    | 1    | 357       | 12        |

1. ↑  Bao gồm Coupe de France và Copa del Rey
2. ↑  Bao gồm Coupe de la Ligue
3. ↑  Ra sân tại UEFA Europa League
4. 1 2 3 4 5 6  Ra sân tại UEFA Champions League
5. 1 2 3  Ra sân tại Supercopa de España
6. ↑  Ra sân tại UEFA Super Cup

### Quốc tế
Tính đến 25 tháng 9 năm 2022
| Đội tuyển quốc gia | Năm       | Số trận | Số bàn |
| ------------------ | --------- | ------- | ------ |
| Pháp               | 2018      | 1       | 0      |
| Pháp               | 2019      | 3       | 0      |
| Pháp               | 2020      | 3       | 0      |
| Pháp               | 2022      | 2       | 0      |
| Tổng cộng          | Tổng cộng | 9       | 0      |

## Danh hiệu

### Câu lạc bộ

#### Real Madrid
- La Liga: 2019–20[24], 2021–22[25], 2023–24[26]
- Copa del Rey: 2022–23[27]
- Supercopa de España: 2019–20[28], 2021–22[29], 2023–24
- UEFA Champions League: 2021–22,[30] 2023–24[31]
- UEFA Super Cup: 2022,[32] 2024
- FIFA Club World Cup: 2022[33]
- FIFA Intercontinental Cup: 2024[34]

### Cá nhân
- Đội hình tiêu biểu UNFP Ligue 2 của năm: 2016-17[35]
- Đội hình tiêu biểu UNFP Ligue 1 của năm: 2017-18,[36] 2018-19 [37]